# Ricardo Giovannini
Pour les articles homonymes, voir Giovannini.
Ricardo Giovannini (Parme, 26 juillet 1853 - Rio Grande, 23 juillet 1930) est un artiste italien.

## Biographie
Ricardo Giovannini fut tout à la fois peintre, comédien, chanteur, metteur en scène, photographe et décorateur. En 1882, il s'installa au Brésil, à Rio Grande. Il fut acteur, chanteur et chorégraphe pour la Compagnie lyrique italienne de l'Opéra Bouffe. En 1889, il monta un atelier photographique; il créa les décors de l'Hôtel Aliança à Pelotas. En parallèle, il exerça la charge d'agent consulaire et vice-consul d'Italie.